# Prix de la Revue d'histoire de l'Amérique française
Le Prix de la Revue d'histoire de l'Amérique française (anciennement prix Guy-Frégault, puis prix Guy-et-Lilianne-Frégault) couronne annuellement le meilleur article publié dans le dernier volume complet de la Revue d'histoire de l'Amérique française. Il a déjà été assorti d'une bourse de 1000 dollars. Il fut institué au départ afin de perpétuer la mémoire de Guy Frégault et de rappeler son importance pour l'historiographie québécoise. Le prix est décerné par l'Institut d'histoire de l'Amérique française lors de son congrès annuel.

## Historique
Le prix Guy-Frégault est créé en 1978 par l'Institut d'histoire de l'Amérique française (IHAF), en même temps que le prix Lionel-Groulx, pour récompenser le meilleur article publié dans le dernier volume complet de la Revue d'histoire de l'Amérique française (RHAF). Cette récompense est mise sur pied afin de « souligner l'importance des articles de revue comme contribution importante à l'évolution de l'historiographie » et d'« attirer le plus grand nombre de collaborateurs de qualité possible » à la revue. Le prix est nommé en mémoire de l'historien Guy Frégault, dont la mort est alors récente (13 décembre 1977) et qui a beaucoup fait pour IHAF. Décerné par un jury indépendant d'historiens, le prix est doté à l'origine d'une bourse de 500 $ offerte par la veuve de l'historien, Liliane Frégault, en mémoire de son époux.
La première lauréate du prix, décerné en octobre 1979 lors du congrès annuel de l'IHAF, est Nadia Fahmy-Eid, professeure d'histoire à l'Université du Québec à Montréal, pour son article « Éducation et classes sociales : analyse de l’idéologie conservatrice "cléricale et petite-bourgeoise" au Québec au milieu du 19e siècle », paru en septembre 1978. Le jury ayant choisi cette première lauréate est composé de Jean Hamelin de l'Université Laval (président), de Blair Neatby (en) de l'Université Carleton et d'Alfred Dubuc de l'Université du Québec à Montréal.
Le montant de la bourse a plus tard été porté à 750 $, puis à 1 000 $. Il n'est plus assorti d'aucune bourse aujourd'hui.
Le prix a ensuite pris le nom de prix Guy-et-Liliane-Frégault, de Prix hommage à Guy-et-Lilianne-Frégault (2016), puis de Prix de la Revue d'histoire de l'Amérique française (depuis 2017).

## Lauréats et lauréates

### Prix Guy-Frégault
- 1979 - Nadia Fahmy-Eid[3] « Éducation et classes sociales : analyse de l'idéologie conservatrice "cléricale et petite bourgeoisie" au Québec au milieu du XIXe siècle », paru en septembre 1978 (volume 32)[4].
- 1980 -  Louis Michel[6], « Un marchand rural en Nouvelle-France : François-Augustin Bailly de Messein, 1709-1771 », publié en septembre 1979 (volume 33)[7].

- 1981 -  Louise Dechêne « La rente du faubourg Saint-Roch à Québec, 1750-1850 », paru en mars 1981 (volume 34)[8].
- 1982 -  Normand Séguin « L'agriculture de la Mauricie et du Québec, 1850-1950 », RHAF, vol. 35, no 4 (mars 1982).
- 1983 -  George Bervin « Aperçu sur le commerce et le crédit à Québec, 1820-1830 », RHAF, vol. 36, no 4 (mars 1983).
- 1984 -  Pierre Paquette « Industries et politiques minières au Québec : une analyse économique, 1896-1975 », RHAF, vol. 37, no 4 (mars 1984).
- 1985 -  Jean-Marie Fecteau « Régulation sociale et répression de la déviance au Bas-Canada au tournant du XIXe siècle (1791-1815) », RHAF, vol. 38, no 4 (printemps 1985).
- 1986 -  Laurier Turgeon « Pour redécouvrir notre XVIe siècle : les pêches à Terre-Neuve d'après les archives notariales de Bordeaux », RHAF, vol. 39, no 4 (printemps 1986).
- 1987 -  Gérard Bouchard « La dynamique communautaire et l'évolution des sociétés rurales québécoises aux 19e et 20e siècles. Construction d'un modèle », RHAF, vol. 40, no 1 (été 1986).
- 1988 -  Nicole Castéran « Les stratégies agricoles du paysan canadien-français de l'est ontarien (1870) » RHAF, vol. 41, no 1 (été 1987).
- 1989 -  Serge Courville « Le marché des "subsistances". L'exemple de la plaine de Montréal au début des années 1830 : une perspective géographique », RHAF, vol. 42, no 2 (automne 1988).
- 1990 -  Thomas Wien « "Les travaux pressants". Calendrier agricole, assolement et productivité au Canada au XVIIIe siècle », RHAF, vol. 43, no 4 (printemps 1990).
- 1991 -  Sylvie Dépatie « La transmission du patrimoine dans les terroirs en expansion: un exemple canadien au XVIIIe siècle », RHAF, vol. 44, no 2 (automne 1990).
- 1992 -  Roger Levasseur et Yvan Rousseau « L'évolution des bases sociales du mouvement des caisses Desjardins (1909-1965). Le sociétariat de la Fédération régionale du Centre du Québec (1909-1965) » RHAF, vol. 45, no 3 (hiver 1992).
- 1993 -  Gilles Lauzon « Cohabitation et déménagement en milieu ouvrier. Essai de réinterprétation à partir du cas du village de Saint-Augustin (1871-1881) » RHAF, vol. 46, no 1 (été 1992).
- 1994 -  Jean-Claude Dupuis[9] « La pensée économique de l'Action Française (1917-1928) » RHAF, vol. 47, no 2 (automne 1993).
- 1995 -  Yvan Lamonde[10] « Les "intellectuels" francophones au Québec au XIXe siècle : questions préalables » RHAF, vol. 48, no 2 (automne 1994).
- 1996 -  Marie-Aimée Cliche[11] « Les procès en séparation de corps dans la région de Montréal, 1795-1879 » RHAF, vol. 49, no. 1 (été 1995).
- 1997 -  Denyse Baillargeon[12] « Fréquenter les Gouttes de lait. L'expérience des mères montréalaises, 1910-1965 » RHAF, vol. 50, no 1 (été 1996).
- 1998 -  Gérard Bouchard[13], « L'histoire sociale au Québec. Réflexion sur quelques paradoxes » RHAF, vol. 51, no 2 (automne1997).
- 1999 -  Lucie Piché « La Jeunesse ouvrière catholique féminine. Un lieu de formation sociale et d'action communautaire, 1931-1966 » RHAF, vol. 52, no 4 (printemps 1999).

### Prix Guy-et-Liliane-Frégault
- 2000 -  Thierry Nootens « Famille, communauté et folie au tournant du siècle » RHAF, vol. 53, no 1 (été 1999).
- 2001 -  Christian Dessureault[14] « Parenté et stratification sociale dans une paroisse rurale de la vallée du Saint-Laurent au milieu du XIXe siècle », RHAF, vol. 54, no 3 (hiver 2001).
- 2002 -  James Murton[15] « La "Normandie du Nouveau-Monde" : la société Canada Steamship Lines, l'antimodernisme et la promotion du Québec ancien » RHAF, vol. 55, no 1 (été 2001).
- 2003 -  Lucia Ferretti « L'Église, l'État et la formation professionnelle des adolescents sans soutien: le Patronage Saint-Charles de Trois-Rivières, 1937-1970 ».
- 2004 - Cynthia S. Fish « La puissance paternelle et les cas de garde d’enfants au Québec, 1866-1928 », RHAF, vol. 57, no 4 (printemps 2004).
- 2005 - Catherine Ferland « Le nectar et l'ambroisie. La consommation des boissons alcooliques chez l'élite de la Nouvelle-France au XVIIIe siècle » RHAF, vol. 58, no 4 (printemps 2005).
- 2006 - Sylvie Taschereau « Échapper à Shylock: la Hebrew Free Loan Association of Montreal entre antisémitisme et intégration, 1911-1913 » RHAF, vol. 59, no 4 (printemps 2006).
- 2007 - Stéphane Castonguay « Foresterie scientifique et reforestation : l’État et la production d’une « forêt à pâte » dans la première moitié du XXe siècle » RHAF, vol. 60, nos 1-2 (été-automne 2006).
- 2008 - Alain Beaulieu « L’on n’a point d’ennemis plus grands que ces sauvages »: l’alliance franco-innue revisitée (1603-1653) », RHAF, vol. 61, nos 3-4 (hiver-printemps 2008).
- 2009 - Élise Detellier, « “Bonifier le capital humain” : le genre dans le discours médical et religieux sur les sports au Québec, 1920-1950 », RHAF, vol. 62, nos 3-4 (2009).
- 2010 - Serge Dupuis, « “Plus peur de l’hiver que du diable” : des immigrants aux hivernants canadiens-français à Palm Beach (Floride), 1945-1997 », RHAF, vol. 63, no 4 (2010).
- 2011[16] - Dominique Deslandres[17], « “Et loing de France, en l’une & l’autre mer, Les Fleurs de Liz, tu as fait renommer”. Quelques hypothèses touchant la religion, le genre et l’expansion de la souveraineté française en Amérique aux XVIe – XVIIIe siècles », RHAF, vol. 64, no 3-4, 2011.
- 2012 - Martin Petitclerc[17], « À propos de "ceux qui sont en dehors de la société".L’indigent et l’assistance publique au Québec dans la première moitie du XXe siècle », RHAF, vol. 65, no 2-3, 2011-2012.
- 2013 - Éva Guillorel, « Gérer la "confusion de Babel" : politiques missionnaires et langues vernaculaires dans l’Est du Canada (XVIIe – XIXe siècles) », RHAF, vol. 66, no 2, 2012
- 2014 - Mario Mimeault[18], « Du golfe Saint-Laurent aux côtes de Bretagne et de Normandie (1713-1760) : l’Atlantique, un monde d’interactions et de solidarités », RHAF, vol. 67, no 1, 2013.

### Prix hommage à Guy-et-Lilianne-Frégault
- 2015 - Thierry Nootens[19], « Les plaideurs en Cours supérieure, 1880-1890: classe, genre et juridicité durant la transition au capitalisme industriel », RHAF, volume 68, no 1-2, été-automne 2014.
- 2016 - Susanne Lachenicht (de)[19], « Histoires naturelles, récits de voyage et géopolitique religieuse dans l’Atlantique français XVIe et XVIIe siècles », RHAF, vol. 69, no 4, 2016.

### Prix de la Revue d'histoire de l'Amérique française
- 2017 - Daniel Rück, « "Où tout le monde est propriétaire et où personne ne l’est" : droits d’usage et gestion foncière à Kahnawake, 1815-1880 », RHAF, vol. 70, no 1-2, 2017.
- 2018 - Harold Bérubé[20], « Vendre la banlieue aux Montréalais : discours et stratégies publicitaires, 1950-1970 », RHAF, vol. 71, no 1-2, 2017.
- 2019 - Sylvie Dépatie[21], « Le faire-valoir indirect au Canada au XVIIIe siècle », RHAF, vol. 72, no 2, 2018.
- 2020 - Nicole St-Onge, « Le poste de La Pointe sur l’île Madeline, tremplin vers le monde franco-anichinabé de la traite des fourrures », RHAF, vol. 73, no 1-2, été-automne 2019[22].
- 2021 - Julien Goyette, Louise Bienvenue et Nicolas Devaux, « Regards sur l'évolution de la RHAF depuis 1982 », RHAF, vol. 74, no 1-2, été-automne 2020.
- 2022 - Ex aequo[23]. - 
  - Helen Dewar, « Statut corporatif et responsabilité personnelle dans la liquidation des dettes de la Compagnie de la Nouvelle-France », RHAF, vol. 75, no 4, printemps 2022.
  - Fannie Dionne, « Pierre Potier, l’écriture et le pouvoir à la frontière linguistique de la Nouvelle-France », RHAF, vol. 75, no 1-2, été-automne 2021
- 2023 - Benoit Vaillancourt, « Le déménagement de la maison Arthur-Villeneuve comme déclencheur d'émotions patrimoniales (1957-1994) », RHAF, vol. 76, no 3-4 (hiver-printemps 2023).